# ساروس خورشیدی ۱۳۵
ساروس ۱۳۵ دوره‌ای زمانی با چرخه‌ای حدود ۱۸ سال و ۱۱ روز و ۸ ساعت (تقریباً ۶۵۸۵ و یک سوم روز) است که شامل ۷۱ خورشیدگرفتگی می‌شود.

## رخدادها
| ساروس | عضو | تاریخ                        | زمان (بزرگ‌ترین) ساعت هماهنگ جهانی | نوع    | مکان طول و عرض جغرافیایی | گاما    | قدر    | گُستره (km) | مدت زمان (دقیقه: ثانیه) | منبع |
| ----- | --- | ---------------------------- | --------------------------------- | ------ | ------------------------ | ------- | ------ | ---------- | ----------------------- | ---- |
| ۱۳۵   | ۱   | ۵ ژوئیه ۱۳۳۱                 | ۲۲:۴۶:۳۸                          | جزئی   | 67.8N 12.6E              | 1.5532  | 0.0063 |            |                         |      |
| ۱۳۵   | ۲   | ۱۶ ژوئیه ۱۳۴۹                | ۵:۲۵:۴۵                           | جزئی   | 68.8N 98.7W              | 1.4782  | 0.1384 |            |                         |      |
| ۱۳۵   | ۳   | ۲۷ ژوئیه ۱۳۶۷                | ۱۲:۰۵:۴۷                          | جزئی   | 69.7N 149.3E             | 1.4043  | 0.2679 |            |                         |      |
| ۱۳۵   | ۴   | ۶ اوت ۱۳۸۵                   | ۱۸:۵۱:۴۰                          | جزئی   | 70.6N 35.3E              | 1.3352  | 0.3878 |            |                         |      |
| ۱۳۵   | ۵   | ۱۸ اوت ۱۴۰۳                  | ۱:۴۱:۴۲                           | جزئی   | 71.3N 80.4W              | 1.2697  | 0.5006 |            |                         |      |
| ۱۳۵   | ۶   | ۲۸ اوت ۱۴۲۱                  | ۸:۳۸:۵۴                           | جزئی   | 71.8N 161.6E             | 1.2101  | 0.6025 |            |                         |      |
| ۱۳۵   | ۷   | ۸ سپتامبر ۱۴۳۹               | ۱۵:۴۲:۲۰                          | جزئی   | 72.1N 41.6E              | 1.1555  | 0.6947 |            |                         |      |
| ۱۳۵   | ۸   | ۱۸ سپتامبر ۱۴۵۷              | ۲۲:۵۴:۵۹                          | جزئی   | 72.1N 80.8W              | 1.1083  | 0.7737 |            |                         |      |
| ۱۳۵   | ۹   | ۳۰ سپتامبر ۱۴۷۵              | ۶:۱۵:۱۴                           | جزئی   | 71.9N 154.9E             | 1.0676  | 0.8411 |            |                         |      |
| ۱۳۵   | ۱۰  | ۱۰ اکتبر ۱۴۹۳                | ۱۳:۴۳:۳۵                          | جزئی   | 71.4N 28.8E              | 1.0334  | 0.8969 |            |                         |      |
| ۱۳۵   | ۱۱  | ۲۱ اکتبر ۱۵۱۱                | ۲۱:۱۹:۴۹                          | حلقه‌ای | 70.7N 98.6W              | 1.0058  | 0.9416 | -          | -                       |      |
| ۱۳۵   | ۱۲  | ۱ نوامبر ۱۵۲۹                | ۵:۰۴:۱۱                           | حلقه‌ای | 61.7N 122.8E             | ۰٫۹۸۴۶  | ۰٫۹۱۱۹ | -          | ۸ دقیقه و ۹ ثانیه       |      |
| ۱۳۵   | ۱۳  | ۱۲ نوامبر ۱۵۴۷               | ۱۲:۵۴:۲۴                          | حلقه‌ای | 55.5N 4.7W               | ۰٫۹۶۸۳  | ۰٫۹۱۰۶ | ۱۴۱۹       | ۸ دقیقه و ۵۹ ثانیه      |      |
| ۱۳۵   | ۱۴  | ۲۲ نوامبر ۱۵۶۵               | ۲۰:۴۹:۵۵                          | حلقه‌ای | 51.4N 130.5W             | ۰٫۹۵۶۴  | ۰٫۹۰۹۲ | ۱۲۲۰       | ۹ دقیقه و ۳۷ ثانیه      |      |
| ۱۳۵   | ۱۵  | ۱۴ دسامبر ۱۵۸۳               | ۴:۴۸:۳۹                           | حلقه‌ای | 48.5N 104.1E             | ۰٫۹۴۷۱  | ۰٫۹۰۸۳ | ۱۱۱۶       | ۱۰ دقیقه و ۳ ثانیه      |      |
| ۱۳۵   | ۱۶  | ۲۴ دسامبر ۱۶۰۱               | ۱۲:۵۰:۳۱                          | حلقه‌ای | 46.6N 21.5W              | ۰٫۹۴۰۲  | ۰٫۹۰۷۸ | ۱۰۵۱       | ۱۰ دقیقه و ۱۴ ثانیه     |      |
| ۱۳۵   | ۱۷  | ۴ ژانویه ۱۶۲۰                | ۲۰:۵۱:۰۵                          | حلقه‌ای | 45N 146.5W               | ۰٫۹۳۲۱  | ۰٫۹۰۸۱ | ۹۷۶        | ۱۰ دقیقه و ۱۳ ثانیه     |      |
| ۱۳۵   | ۱۸  | ۱۵ ژانویه ۱۶۳۸               | ۴:۵۱:۵۳                           | حلقه‌ای | 44N 88.9E                | ۰٫۹۲۴۲  | ۰٫۹۰۹  | ۹۰۷        | ۱۰ دقیقه و ۰ ثانیه      |      |
| ۱۳۵   | ۱۹  | ۲۶ ژانویه ۱۶۵۶               | ۱۲:۴۸:۱۰                          | حلقه‌ای | 43.2N 34.1W              | ۰٫۹۱۲۲  | ۰٫۹۱۰۶ | ۸۲۰        | ۹ دقیقه و ۳۸ ثانیه      |      |
| ۱۳۵   | ۲۰  | ۵ فوریه ۱۶۷۴                 | ۲۰:۴۱:۳۵                          | حلقه‌ای | 42.8N 155.7W             | ۰٫۸۹۷۹  | ۰٫۹۱۲۹ | ۷۳۶        | ۹ دقیقه و ۹ ثانیه       |      |
| ۱۳۵   | ۲۱  | ۱۷ فوریه ۱۶۹۲                | ۴:۲۶:۵۶                           | حلقه‌ای | 42.4N 85.6E              | ۰٫۸۷۶۵  | ۰٫۹۱۵۹ | ۶۴۴        | ۸ دقیقه و ۳۶ ثانیه      |      |
| ۱۳۵   | ۲۲  | ۲۸ فوریه ۱۷۱۰                | ۱۲:۰۷:۲۹                          | حلقه‌ای | 42.5N 31.2W              | ۰٫۸۵۰۹  | ۰٫۹۱۹۴ | ۵۶۲        | ۸ دقیقه و ۰ ثانیه       |      |
| ۱۳۵   | ۲۳  | ۱۰ مارس ۱۷۲۸                 | ۱۹:۳۸:۵۶                          | حلقه‌ای | 42.8N 144.6W             | ۰٫۸۱۷۲  | ۰٫۹۲۳۳ | ۴۸۵        | ۷ دقیقه و ۲۵ ثانیه      |      |
| ۱۳۵   | ۲۴  | ۲۲ مارس ۱۷۴۶                 | ۳:۰۲:۴۹                           | حلقه‌ای | 43.5N 104.7E             | ۰٫۷۷۷۱  | ۰٫۹۲۷۷ | ۴۱۹        | ۶ دقیقه و ۵۱ ثانیه      |      |
| ۱۳۵   | ۲۵  | ۱ آوریل ۱۷۶۴                 | ۱۰:۱۷:۱۵                          | حلقه‌ای | 44.2N 2.5W               | ۰٫۷۲۸۸  | ۰٫۹۳۲۳ | ۳۶۱        | ۶ دقیقه و ۲۰ ثانیه      |      |
| ۱۳۵   | ۲۶  | ۱۲ آوریل ۱۷۸۲                | ۱۷:۲۴:۴۷                          | حلقه‌ای | 45.1N 107.1W             | ۰٫۶۷۴۵  | ۰٫۹۳۷  | ۳۱۱        | ۵ دقیقه و ۵۱ ثانیه      |      |
| ۱۳۵   | ۲۷  | ۲۴ آوریل ۱۸۰۰                | ۰:۲۴:۰۰                           | حلقه‌ای | 45.7N 151.3E             | ۰٫۶۱۲۵  | ۰٫۹۴۱۷ | ۲۶۹        | ۵ دقیقه و ۲۷ ثانیه      |      |
| ۱۳۵   | ۲۸  | ۵ مه ۱۸۱۸                    | ۷:۱۵:۴۹                           | حلقه‌ای | 45.8N 52.5E              | ۰٫۵۴۴   | ۰٫۹۴۶۴ | ۲۳۳        | ۵ دقیقه و ۵ ثانیه       |      |
| ۱۳۵   | ۲۹  | ۱۵ مه ۱۸۳۶                   | ۱۴:۰۱:۳۹                          | حلقه‌ای | 45.1N 44.4W              | ۰٫۴۷    | ۰٫۹۵۰۹ | ۲۰۳        | ۴ دقیقه و ۴۷ ثانیه      |      |
| 135   | 30  | May ۲۶, ۱۸۵۴                 | ۲۰:۴۲:۵۳                          | حلقه‌ای | 43.3N 140.1W             | ۰٫۳۹۱۸  | ۰٫۹۵۵۱ | ۱۷۸        | ۴ دقیقه و ۳۲ ثانیه      |      |
| ۱۳۵   | ۳۱  | ۶ ژوئن ۱۸۷۲                  | ۳:۲۰:۰۳                           | حلقه‌ای | 40.5N 124.8E             | ۰٫۳۰۹۵  | ۰٫۹۵۹  | ۱۵۷        | ۴ دقیقه و ۲۰ ثانیه      |      |
| ۱۳۵   | ۳۲  | ۱۷ ژوئن ۱۸۹۰                 | ۹:۵۵:۰۵                           | حلقه‌ای | 36.5N 29.3E              | ۰٫۲۲۴۶  | ۰٫۹۶۲۵ | ۱۴۰        | ۴ دقیقه و ۹ ثانیه       |      |
| ۱۳۵   | ۳۳  | خورشیدگرفتگی ۲۸ ژوئن ۱۹۰۸    | ۱۶:۲۹:۵۱                          | حلقه‌ای | 31.4N 67.2W              | ۰٫۱۳۸۹  | ۰٫۹۶۵۵ | ۱۲۶        | ۴ دقیقه و ۰ ثانیه       |      |
| ۱۳۵   | ۳۴  | خورشیدگرفتگی ۹ ژوئیه ۱۹۲۶    | ۲۳:۰۶:۰۲                          | حلقه‌ای | 25.6N 165.1W             | ۰٫۰۵۳۸  | ۰٫۹۶۸  | ۱۱۵        | ۳ دقیقه و ۵۱ ثانیه      |      |
| ۱۳۵   | ۳۵  | خورشیدگرفتگی ۲۰ ژوئیه ۱۹۴۴   | ۵:۴۳:۱۳                           | حلقه‌ای | 19N 95.7E                | -۰٫۰۳۱۴ | ۰٫۹۷   | ۱۰۸        | ۳ دقیقه و ۴۲ ثانیه      |      |
| ۱۳۵   | ۳۶  | خورشیدگرفتگی ۳۱ ژوئیه ۱۹۶۲   | ۱۲:۲۵:۳۳                          | حلقه‌ای | 12N 5.7W                 | -۰٫۱۱۳  | ۰٫۹۷۱۶ | ۱۰۳        | ۳ دقیقه و ۳۳ ثانیه      |      |
| ۱۳۵   | ۳۷  | خورشیدگرفتگی ۱۰ اوت ۱۹۸۰     | ۱۹:۱۲:۲۱                          | حلقه‌ای | 4.6N 108.9W              | -۰٫۱۹۱۵ | ۰٫۹۷۲۷ | ۱۰۰        | ۳ دقیقه و ۲۳ ثانیه      |      |
| ۱۳۵   | ۳۸  | خورشیدگرفتگی ۲۲ اوت ۱۹۹۸     | ۲:۰۷:۱۱                           | حلقه‌ای | 3S 145.4E                | -۰٫۲۶۴۴ | ۰٫۹۷۳۴ | ۹۹         | ۳ دقیقه و ۱۴ ثانیه      |      |
| ۱۳۵   | ۳۹  | خورشیدگرفتگی ۱ سپتامبر ۲۰۱۶  | ۹:۰۸:۰۲                           | حلقه‌ای | 10.7S 37.8E              | -۰٫۳۳۳  | ۰٫۹۷۳۶ | ۱۰۰        | ۳ دقیقه و ۶ ثانیه       |      |
| ۱۳۵   | ۴۰  | خورشیدگرفتگی ۱۲ سپتامبر ۲۰۳۴ | ۱۶:۱۹:۲۸                          | حلقه‌ای | 18.2S 72.6W              | -۰٫۳۹۳۶ | ۰٫۹۷۳۶ | ۱۰۲        | ۲ دقیقه و ۵۸ ثانیه      |      |
| ۱۳۵   | ۴۱  | خورشیدگرفتگی ۲۲ سپتامبر ۲۰۵۲ | ۲۳:۳۹:۱۰                          | حلقه‌ای | 25.7S 175E               | -۰٫۴۴۸  | ۰٫۹۷۳۴ | ۱۰۶        | ۲ دقیقه و ۵۱ ثانیه      |      |
| ۱۳۵   | ۴۲  | خورشیدگرفتگی ۴ اکتبر ۲۰۷۰    | ۷:۰۸:۵۷                           | حلقه‌ای | 32.8S 60.4E              | -۰٫۴۹۵  | ۰٫۹۷۳۱ | ۱۱۰        | ۲ دقیقه و ۴۴ ثانیه      |      |
| ۱۳۵   | ۴۳  | خورشیدگرفتگی ۱۴ اکتبر ۲۰۸۸   | ۱۴:۴۸:۰۵                          | حلقه‌ای | 39.7S 56W                | -۰٫۵۳۴۹ | ۰٫۹۷۲۷ | ۱۱۵        | ۲ دقیقه و ۳۸ ثانیه      |      |
| ۱۳۵   | ۴۴  | ۲۶ اکتبر ۲۱۰۶                | ۲۲:۳۷:۴۰                          | حلقه‌ای | 45.9S 174.1W             | -۰٫۵۶۷۱ | ۰٫۹۷۲۵ | ۱۱۹        | ۲ دقیقه و ۳۲ ثانیه      |      |
| ۱۳۵   | ۴۵  | ۶ نوامبر ۲۱۲۴                | ۶:۳۶:۳۴                           | حلقه‌ای | 51.6S 66.8E              | -۰٫۵۹۲۱ | ۰٫۹۷۲۴ | ۱۲۳        | ۲ دقیقه و ۲۶ ثانیه      |      |
| ۱۳۵   | ۴۶  | ۱۷ نوامبر ۲۱۴۲               | ۱۴:۴۳:۰۸                          | حلقه‌ای | 56.4S 52.4W              | -۰٫۶۱۱۷ | ۰٫۹۷۲۷ | ۱۲۴        | ۲ دقیقه و ۱۹ ثانیه      |      |
| ۱۳۵   | ۴۷  | ۲۷ نوامبر ۲۱۶۰               | ۲۲:۵۸:۳۲                          | حلقه‌ای | 60.1S 171.6W             | -۰٫۶۲۴۷ | ۰٫۹۷۳۴ | ۱۲۳        | ۲ دقیقه و ۱۲ ثانیه      |      |
| ۱۳۵   | ۴۸  | ۹ دسامبر ۲۱۷۸                | ۷:۲۰:۰۳                           | حلقه‌ای | 62.4S 69.9E              | -۰٫۶۳۳۸ | ۰٫۹۷۴۵ | ۱۱۸        | ۲ دقیقه و ۳ ثانیه       |      |
| ۱۳۵   | ۴۹  | ۱۹ دسامبر ۲۱۹۶               | ۱۵:۴۷:۰۹                          | حلقه‌ای | 63.1S 48.6W              | -۰٫۶۳۸۷ | ۰٫۹۷۶۱ | ۱۱۱        | ۱ دقیقه و ۵۳ ثانیه      |      |
| ۱۳۵   | ۵۰  | ۱ ژانویه ۲۲۱۵                | ۰:۱۶:۳۶                           | حلقه‌ای | 62.3S 168W               | -۰٫۶۴۲۷ | ۰٫۹۷۸۳ | ۱۰۱        | ۱ دقیقه و ۴۱ ثانیه      |      |
| ۱۳۵   | ۵۱  | ۱۱ ژانویه ۲۲۳۳               | ۸:۴۹:۱۷                           | حلقه‌ای | 60S 70.4E                | -۰٫۶۴۴۷ | ۰٫۹۸۱۱ | ۸۸         | ۱ دقیقه و ۲۸ ثانیه      |      |
| ۱۳۵   | ۵۲  | ۲۲ ژانویه ۲۲۵۱               | ۱۷:۲۱:۴۱                          | حلقه‌ای | 56.9S 53.2W              | -۰٫۶۴۸  | ۰٫۹۸۴۴ | ۷۲         | ۱ دقیقه و ۱۲ ثانیه      |      |
| ۱۳۵   | ۵۳  | ۲ فوریه ۲۲۶۹                 | ۱:۵۳:۰۶                           | حلقه‌ای | 53.2S 178.2W             | -۰٫۶۵۲۹ | ۰٫۹۸۸۳ | ۵۴         | ۰ دقیقه و ۵۴ ثانیه      |      |
| ۱۳۵   | ۵۴  | ۱۳ فوریه ۲۲۸۷                | ۱۰:۲۱:۲۵                          | حلقه‌ای | 49.4S 56.3E              | -۰٫۶۶۱۳ | ۰٫۹۹۲۶ | ۳۴         | ۰ دقیقه و ۳۵ ثانیه      |      |
| ۱۳۵   | ۵۵  | ۲۴ فوریه ۲۳۰۵                | ۱۸:۴۶:۰۹                          | حلقه‌ای | 45.7S 69.3W              | -۰٫۶۷۳۲ | ۰٫۹۹۷۳ | ۱۳         | ۰ دقیقه و ۱۳ ثانیه      |      |
| ۱۳۵   | ۵۶  | ۸ مارس ۲۳۲۳                  | ۳:۰۵:۱۰                           | مرکب   | 42.4S 166.1E             | -۰٫۶۹۰۶ | ۱٫۰۰۲۳ | ۱۱         | ۰ دقیقه و ۱۱ ثانیه      |      |
| ۱۳۵   | ۵۷  | ۱۸ مارس ۲۳۴۱                 | ۱۱:۱۸:۲۰                          | مرکب   | 39.8S 42.6E              | -۰٫۷۱۳۷ | ۱٫۰۰۷۵ | ۳۶         | ۰ دقیقه و ۳۶ ثانیه      |      |
| ۱۳۵   | ۵۸  | ۲۹ مارس ۲۳۵۹                 | ۱۹:۲۴:۴۶                          | کامل   | 37.9S 79.3W              | -۰٫۷۴۲۹ | ۱٫۰۱۲۸ | ۶۴         | ۱ دقیقه و ۲ ثانیه       |      |
| ۱۳۵   | ۵۹  | ۹ آوریل ۲۳۷۷                 | ۳:۲۵:۱۰                           | کامل   | 37.1S 160.2E             | -۰٫۷۷۷۹ | ۱٫۰۱۸  | ۹۶         | ۱ دقیقه و ۲۸ ثانیه      |      |
| ۱۳۵   | ۶۰  | ۲۰ آوریل ۲۳۹۵                | ۱۱:۱۷:۱۵                          | کامل   | 37.7S 41.9E              | -۰٫۸۲۰۳ | ۱٫۰۲۳  | ۱۳۴        | ۱ دقیقه و ۵۲ ثانیه      |      |
| ۱۳۵   | ۶۱  | ۳۰ آوریل ۲۴۱۳                | ۱۹:۰۳:۵۷                          | کامل   | 40S 75W                  | -۰٫۸۶۷۷ | ۱٫۰۲۷۴ | ۱۸۳        | ۲ دقیقه و ۱۳ ثانیه      |      |
| ۱۳۵   | ۶۲  | ۱۲ مه ۲۴۳۱                   | ۲:۴۳:۳۰                           | کامل   | 44.8S 170.4E             | -۰٫۹۲۱۴ | ۱٫۰۳۱  | ۲۶۷        | ۲ دقیقه و ۲۷ ثانیه      |      |
| ۱۳۵   | ۶۳  | ۲۲ مه ۲۴۴۹                   | ۱۰:۱۹:۱۵                          | کامل   | 54.4S 59.1E              | -۰٫۹۷۹  | ۱٫۰۳۲۸ | ۵۶۷        | ۲ دقیقه و ۲۴ ثانیه      |      |
| ۱۳۵   | ۶۴  | ۲ ژوئن ۲۴۶۷                  | ۱۷:۴۸:۲۴                          | جزئی   | 64.5S 50.8W              | -1.0425 | 0.9315 |            |                         |      |
| ۱۳۵   | ۶۵  | ۱۳ ژوئن ۲۴۸۵                 | ۱:۱۶:۱۸                           | جزئی   | 65.4S 172.3W             | -1.1075 | 0.8095 |            |                         |      |
| ۱۳۵   | ۶۶  | ۲۵ ژوئن ۲۵۰۳                 | ۸:۴۰:۲۲                           | جزئی   | 66.4S 66.7E              | -1.1759 | 0.68   |            |                         |      |
| ۱۳۵   | ۶۷  | ۵ ژوئیه ۲۵۲۱                 | ۱۶:۰۴:۵۳                          | جزئی   | 67.4S 54.7W              | -1.2445 | 0.5492 |            |                         |      |
| ۱۳۵   | ۶۸  | ۱۶ ژوئیه ۲۵۳۹                | ۲۳:۲۷:۴۹                          | جزئی   | 68.3S 176.3W             | -1.3148 | 0.4143 |            |                         |      |
| ۱۳۵   | ۶۹  | ۲۷ ژوئیه ۲۵۵۷                | ۶:۵۴:۰۸                           | جزئی   | 69.3S 60.9E              | -1.3827 | 0.2835 |            |                         |      |
| ۱۳۵   | ۷۰  | ۷ اوت ۲۵۷۵                   | ۱۴:۲۱:۳۸                          | جزئی   | 70.1S 62.9W              | -1.4499 | 0.1541 |            |                         |      |
| ۱۳۵   | ۷۱  | ۱۷ اوت ۲۵۹۳                  | ۲۱:۵۳:۰۴                          | جزئی   | 70.8S 171.9E             | -1.5141 | 0.0303 |            |                         |      |